# Abteikirche Thorn

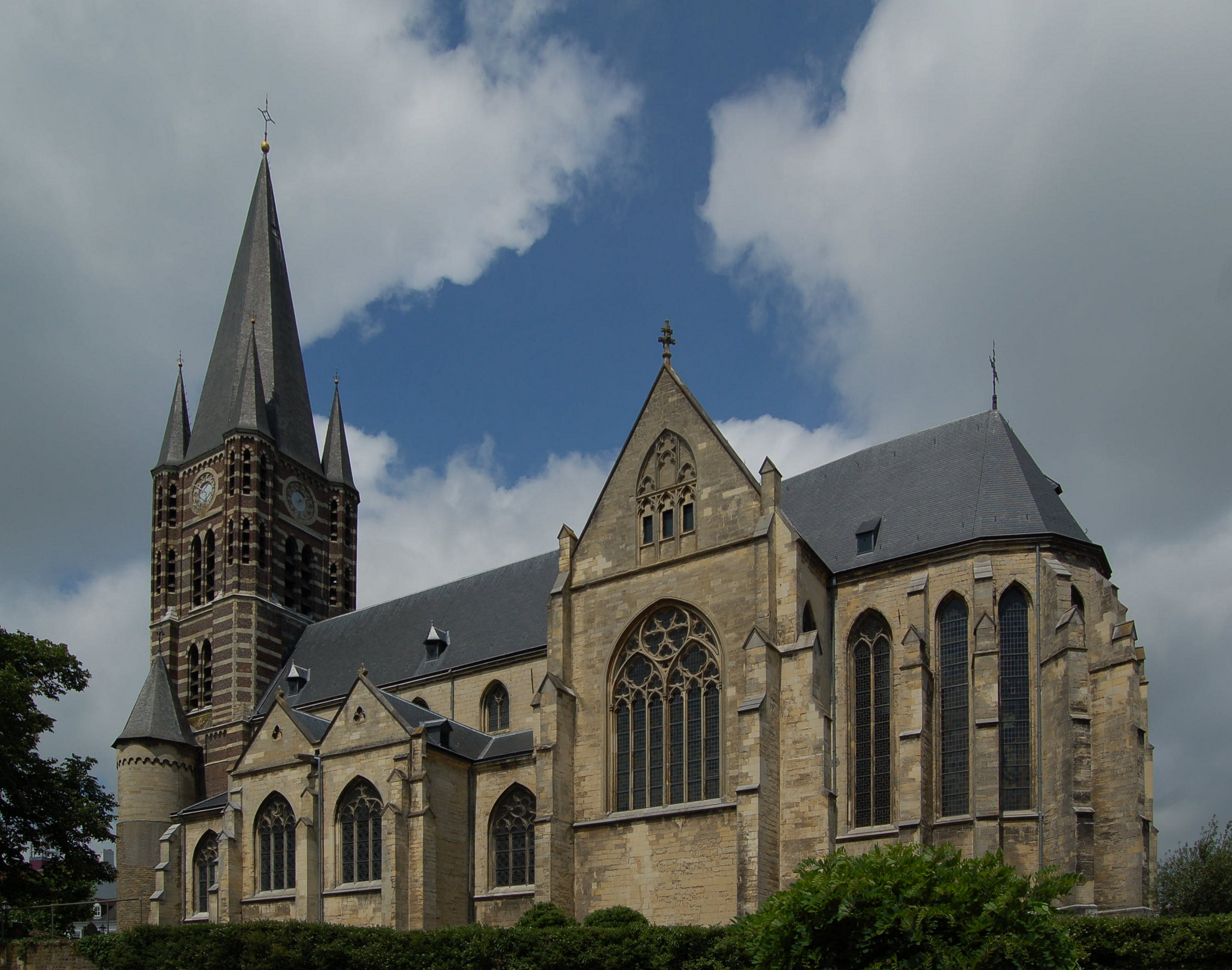
Die Abteikirche St. Michael in Thorn

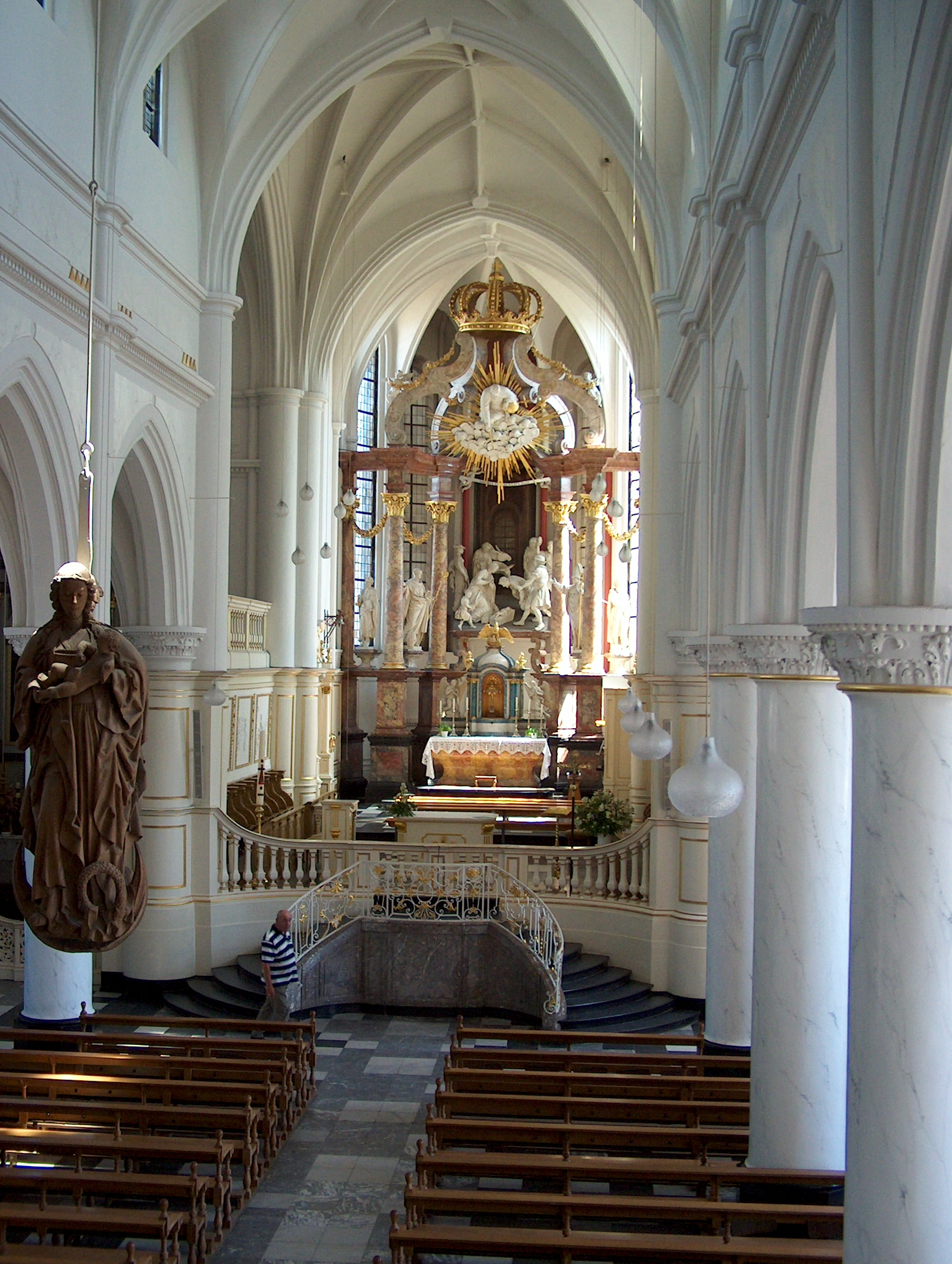
Das barockisierte Innere der Kirche

Die Abteikirche im niederländischen Thorn, eine gotische Kreuzbasilika im Wesentlichen aus dem vierzehnten Jahrhundert, diente bis zur Aufhebung des adeligen Damenstiftes im Jahr 1797 als Stiftskirche des Reichsstiftes Thorn und seitdem als römisch-katholische Pfarrkirche St. Michael.

## Baugeschichte und Baubeschreibung
Die Abtei Thorn wurde 975 durch Bischof Ansfried als Benediktinerinnen-Kloster gegründet. 
Im Unterbau des Westwerks der Kirche haben sich Teile eines romanischen Baues aus dem zwölften Jahrhundert erhalten. Der Turm wird in den unteren Geschossen von zwei runden Treppentürmen flankiert; der südliche der beiden Rundtürme ist in seinem gesamten sichtbaren Bau während der Restaurierung der Kirche in den Jahren 1860 bis 1881 unter der Leitung von Pierre Cuypers neu errichtet worden, gleiches gilt für den Oberbau des Hauptturmes.
Der Zugang zur Kirche erfolgt über ein auf der Nordseite gelegenes Portal, neben dem von außen gesehen rechts aus dem fünfzehnten Jahrhundert stammend sich eine Archivkammer und über einem niedrigen Gewölbe im Erdgeschoss der Kapitelsaal befindet. Im südlichen Querhaus hingegen ist in erhöhter Lage, vom Kirchenschiff aus über eine reich ausgebildete Treppe zu erreichen, der 'Fürstinnenchor' bzw. 'Damenchor' erhalten. Der Damenchor verfügt über eine Louis-seize-Ausstattung; er war in unmittelbarer Nachbarschaft zum abgebrochenen Äbtissinnenpalais neben der Kirche gelegen.
Der Chor ist als Hochchor mit darunter liegender  Krypta ausgeführt. In der Krypta befindet sich in einem gläsernen Sarkophag ein mumifizierter Leichnam ('Mumie von Thorn'). Der Hochchor ist wie der Damenchor im Louis-seize-Stil dekoriert, wohingegen der übrige Innenraum über eine neoklassizistische Stuckatur verfügt.
Nach der Aufhebung der Abtei 1797 wurde die der Abteikirche benachbarte alte Pfarrkirche abgebrochen, die Abteikirche diente fortan als Pfarrkirche. Während des Zweiten Weltkrieges wurde die Kirche im Jahr 1944 beschädigt.

## Reichsmonument
Der Abteikirche St. Michael in Thorn ist, wie vielen anderen Bauwerken in Thorn ebenfalls, der Status eines niederländischen Reichsmonuments (Rijksmonument, Nr. 35.490) verliehen.

## Ausstattung
Von der sonstigen reichen Ausstattung der Kirche sind neben mehreren barocken Altären insbesondere ein Renaissancealtar von 1624 sowie der aus dem Jahr 1769 stammende Hochaltar beachtenswert, ferner ein Taufstein aus dem fünfzehnten Jahrhundert, der spätgotische Kalvarienberg und ein Epitaph für die Stiftsdame Clara Elisabeth von Manderscheid-Blankenheim.

## Orgel

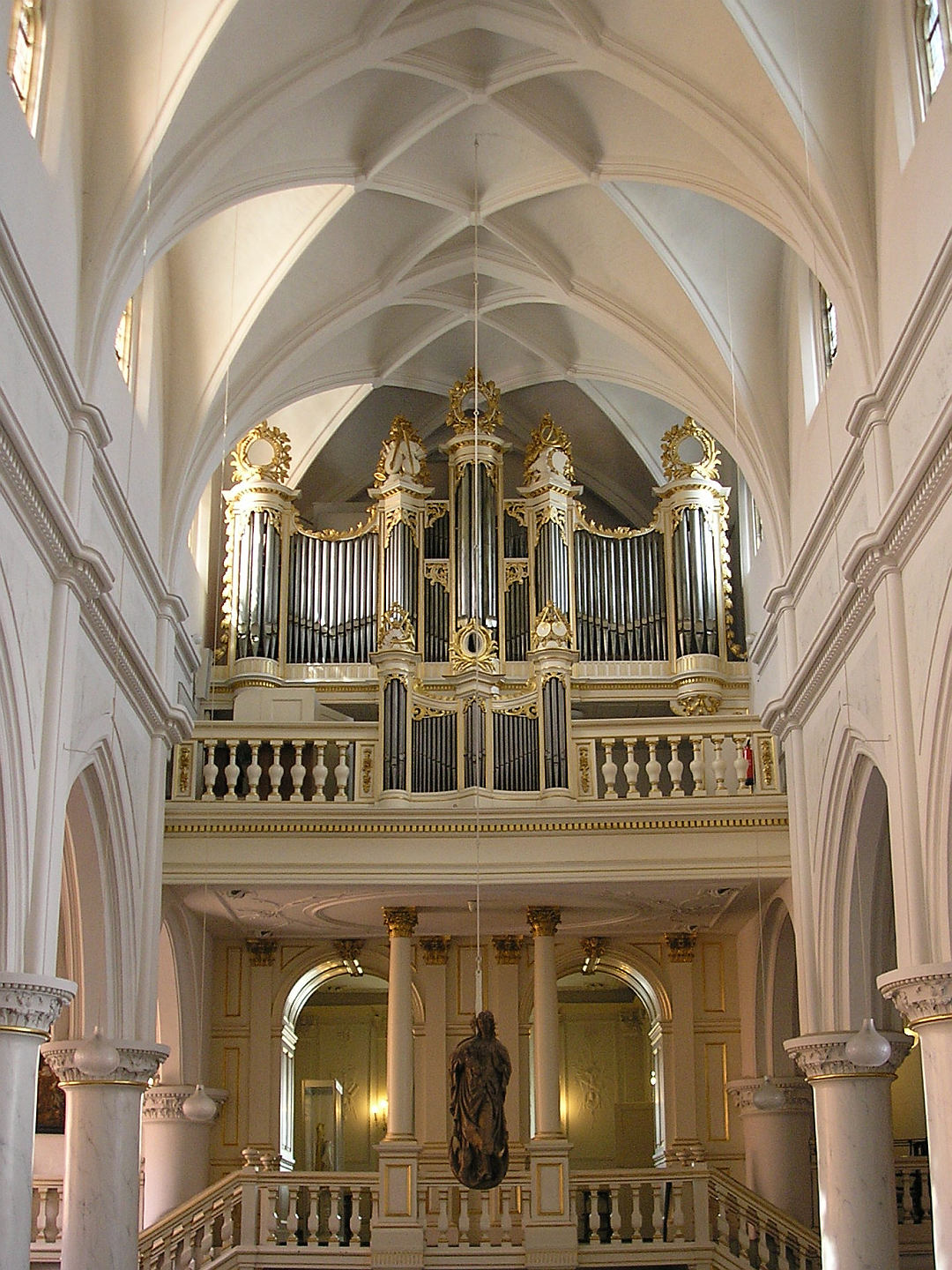
Mittelschiff und Blick auf die Orgel

Das Orgelgehäuse stammt aus dem 18. Jahrhundert. Es wurde von Jean-François le Picard aus Luik (Belgien) erbaut. Das historische Orgelwerk (25 Register mit einem angehängten Pedal) wurde im Zweiten Weltkrieg zerstört. Das heutige Orgelwerk wurde 1951 durch den Orgelbauer Vermeulen (Weert) erbaut. Das Instrument hat 25 Register (darunter 2 Transmissionen aus dem Hauptwerk in das Pedal) auf drei Manualen und Pedal. Die Trakturen sind elektropneumatisch.
| I Hauptwerk C–g3 |            |    |
| 1.               | Prestant   | 8′ |
| 2.               | Bourdon    | 8′ |
| 3.               | Prestant   | 4′ |
| 4.               | Fluit      | 4′ |
| 5.               | Octaaf     | 2′ |
| 6.               | Mixtuur IV |    |
| 7.               | Trompet    | 8′ |

| II Schwellwerk C–g3 |             |        |
| 8.                  | Prestant    | 8′     |
| 9.                  | Holpijp     | 8′     |
| 10.                 | Salicionaal | 8′     |
| 11.                 | Blokfluit   | 4′     |
| 12.                 | Nasard      | 2 ⁄3′  |
| 13.                 | Nachthoorn  | 2′     |
| 14.                 | Terts       | 1 3⁄5′ |
| 15.                 | Flageolet   | 1′     |
| 16.                 | Basson-Hobo | 8′     |
|                     | Tremulant   |        |

| III Rückpositiv C–g3 |               |    |
| 17.                  | Roerfluit     | 8′ |
| 18.                  | Prestant      | 4′ |
| 19.                  | Spitsfluit    | 2′ |
| 20.                  | Scherp II-III |    |
| 21.                  | Kopregaal     | 4′ |

| Pedal C–f1 |                     |     |
| 22.        | Subbas              | 16′ |
| 23.        | Gedekt (= Nr. 2)    | 8′  |
| 24.        | Octaaf              | 8′  |
| 25.        | Koraalbas (= Nr. 3) | 4′  |

- Koppeln: II/I, III/I, III/II, I/P, II/P, III/P

## Fotos

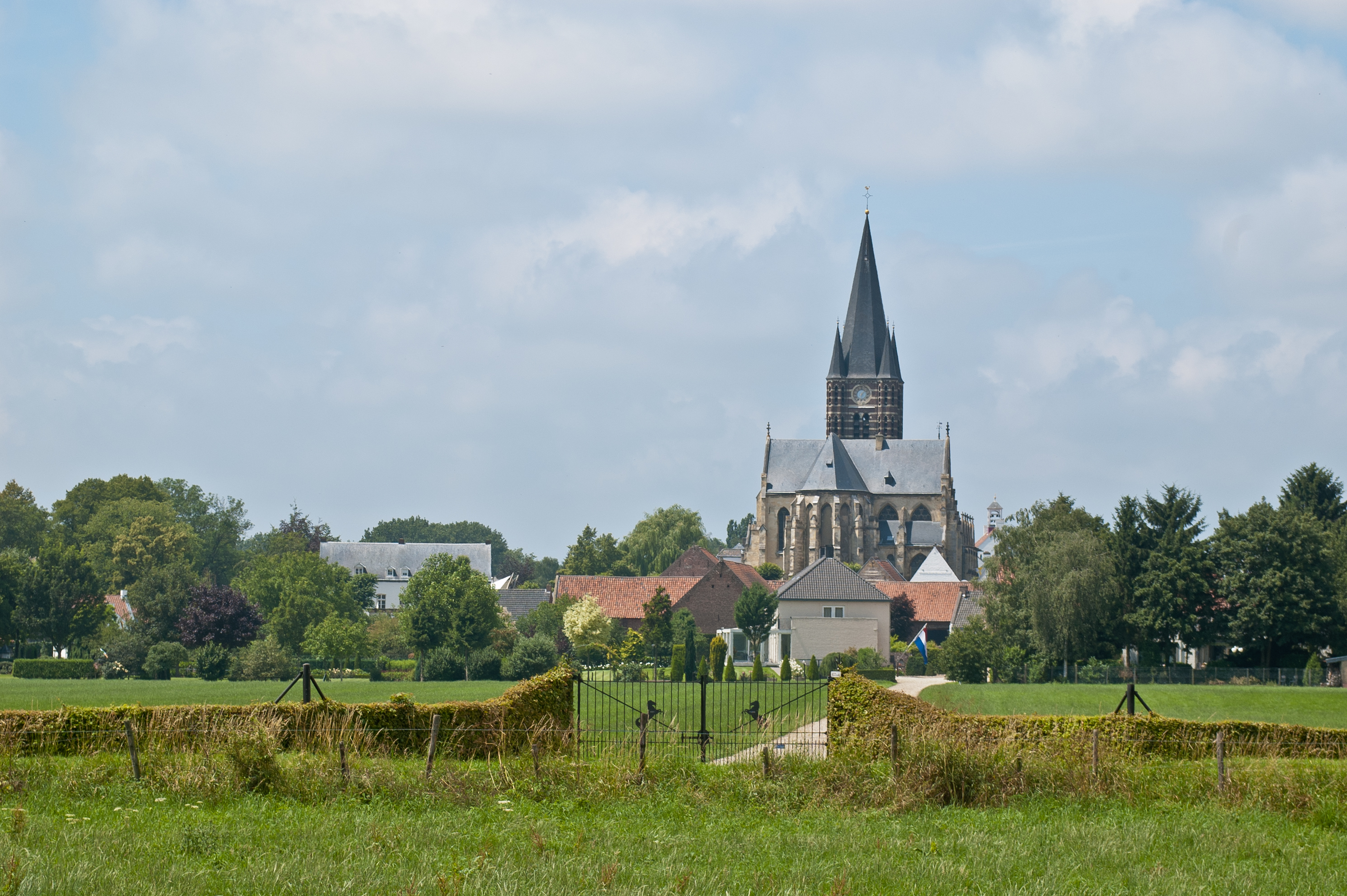
Die Kirche im Ortsbild aus östlicher Blickrichtung
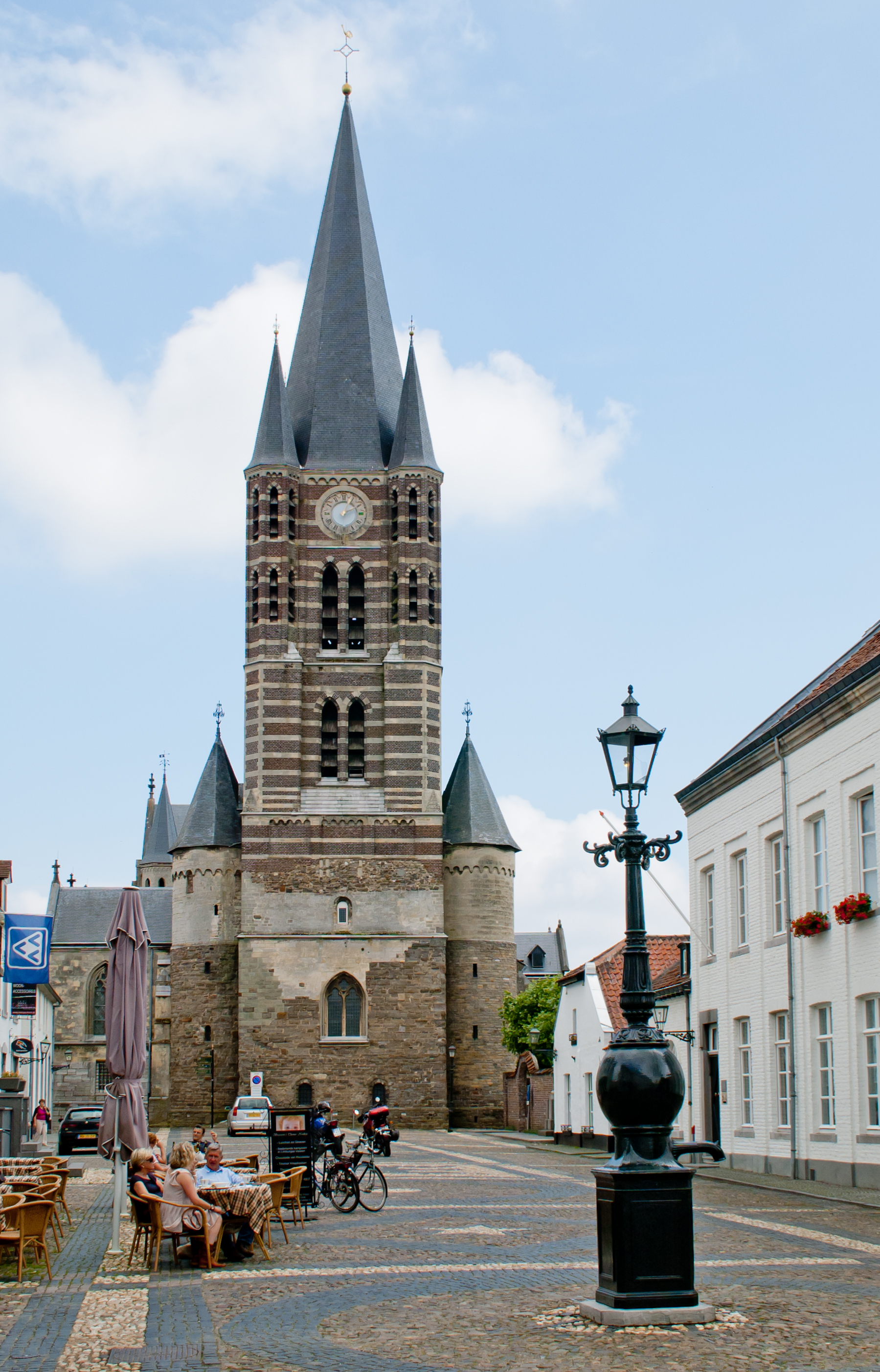
Das Westwerk
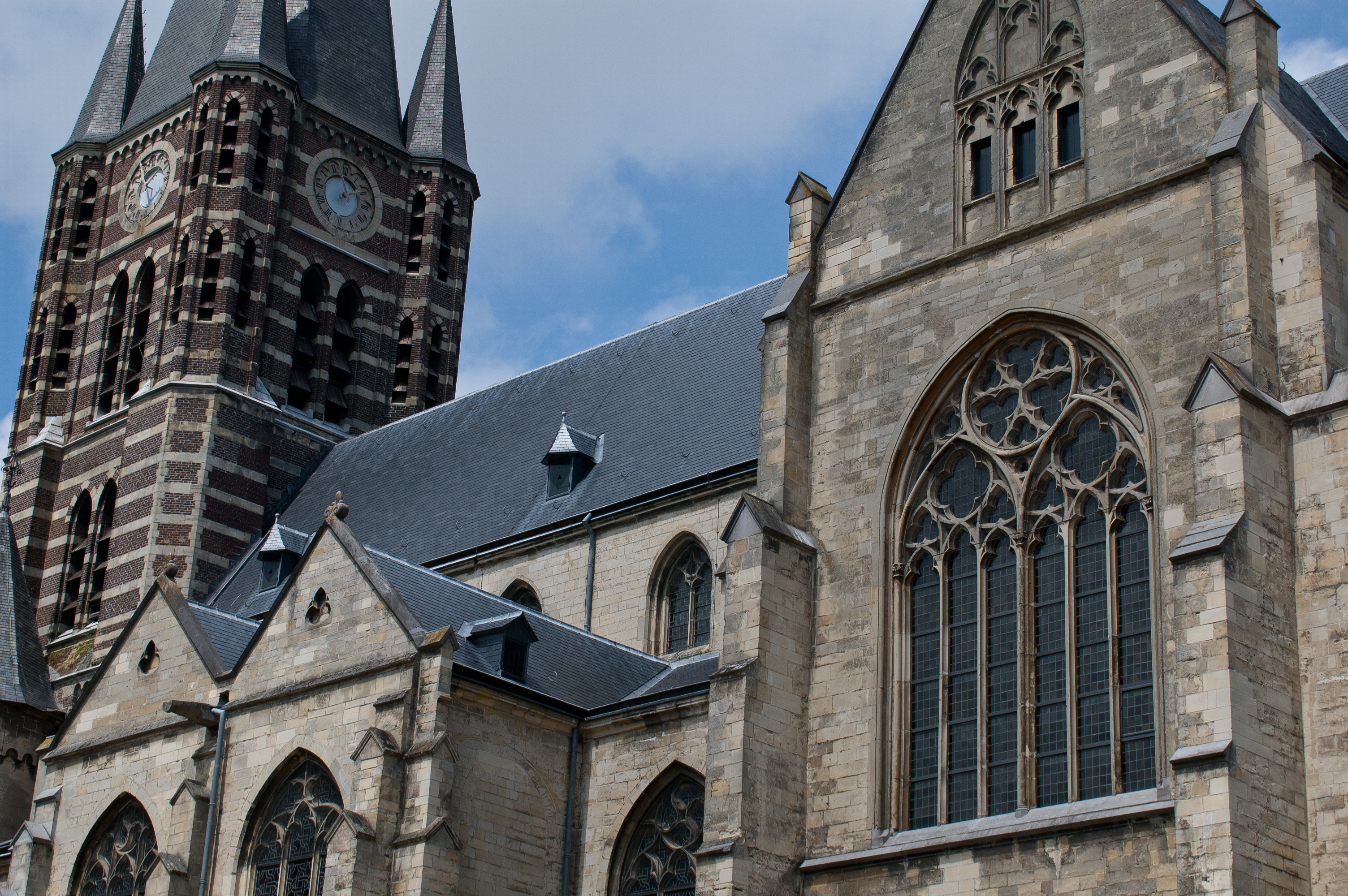
Rechts das südliche Querschiff (Damenchor)
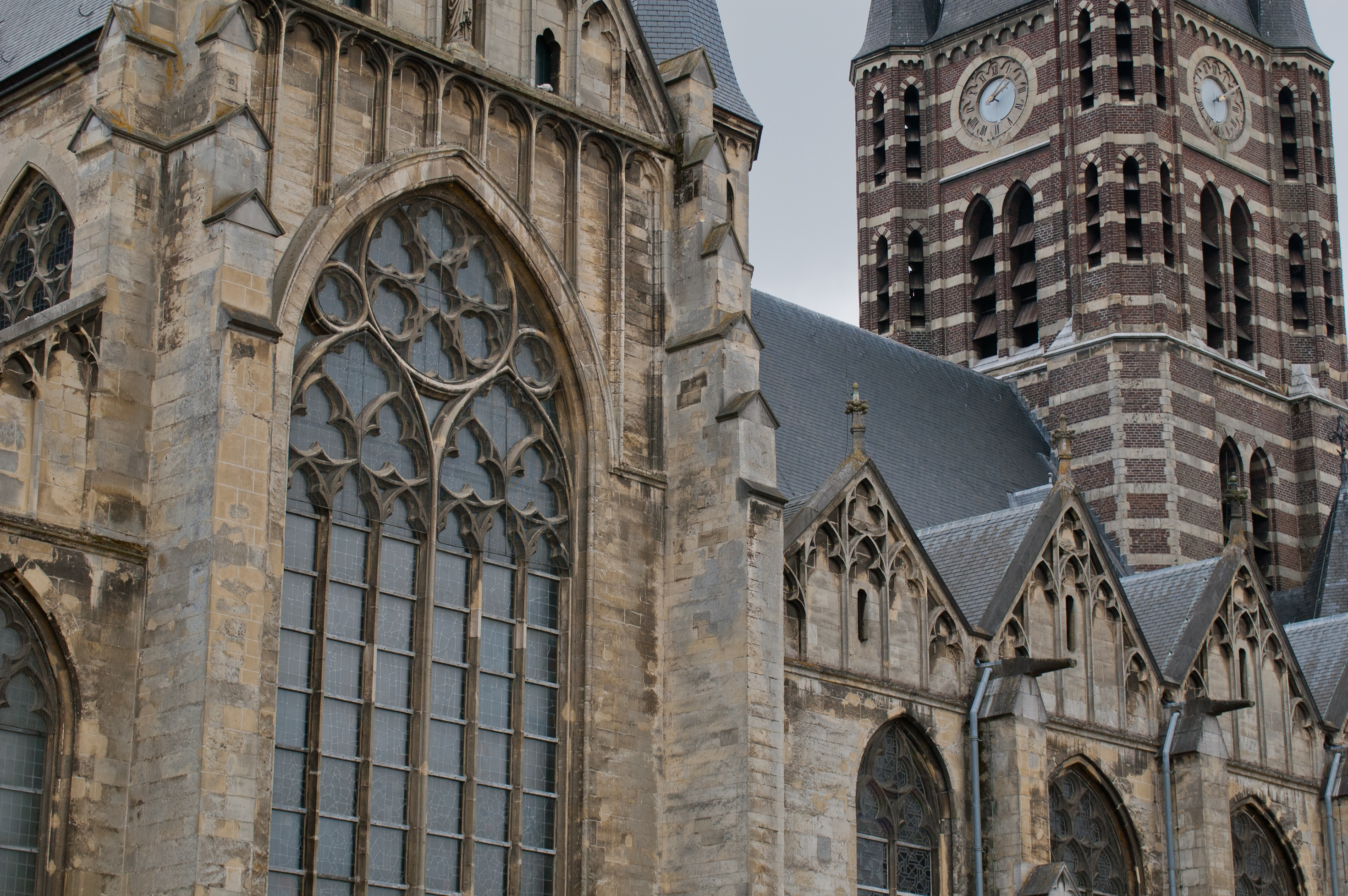
Nördliches Querschiff und Turm
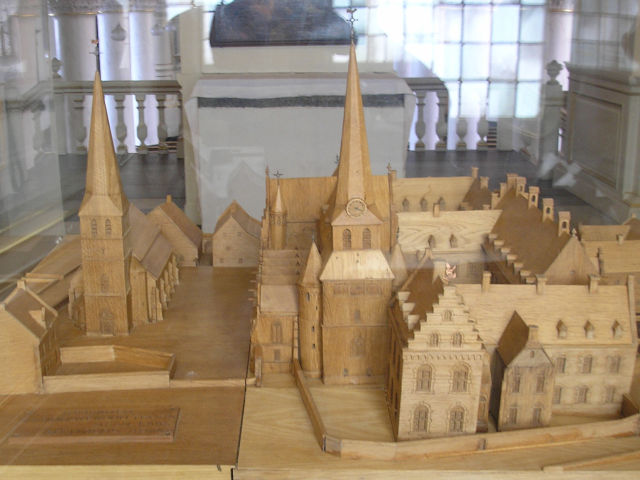
Modell des ursprünglichen Zustandes vor der Aufhebung des Stifts, links die alte Pfarrkirche, rechts die Abteigebäude